# Astragalus nyensis
Astragalus nyensis är en ärtväxtart som beskrevs av Rupert Charles Barneby. Astragalus nyensis ingår i släktet vedlar, och familjen ärtväxter. Inga underarter finns listade i Catalogue of Life.